# RNA 편집
RNA 편집(영어: RNA editing)은 일부 세포가 RNA 중합효소에 의해 생성된 후 RNA 분자 내의 특정 뉴클레오타이드 서열을 개별적으로 변경할 수 있는 분자적 과정이다. RNA 편집은 모든 생물체에서 일어나며 가장 진화적으로 보존된 RNA의 특성 중 하나이다. RNA 편집에는 RNA 분자 내 뉴클레오타이드의 삽입, 결실, 염기 치환이 포함될 수 있다.

## 같이 보기
- RNA
- 유전자 발현
- RNA 스플라이싱